# Google Patents
Google Patents är en sökmotor från Google, som indexerar patent och patentansökningar från hela världen. Enligt uppgifter från 2022 hämtades uppgifterna från över 100 olika patentverk runt om i världen. Databasen innehöll samma år över 120 miljoner patentpublikationer. Därtill innehöll databasen även  tekniska dokument och böcker indexerade i Google Scholar och Google Books samt dokument från Prior Art Archive.
Google Patents lanserades den 14 december 2006.